# Pradip Kumar Banerjee
Pour les articles homonymes, voir Banerjee.
প্রদীপ কুমার ব্যানার্জি transcrit en anglais Pradip Kumar Banerjee (né le 15 octobre 1936 à Jalpaiguri (Inde britannique) et mort le 20 mars 2020 à Calcutta (Bengale-Occidental, Inde)) est un footballeur et entraîneur indien. Il évoluait au poste d'attaquant.

## Biographie
Pradip Kumar Banerjee participe aux Jeux olympiques de 1956 puis aux Jeux olympiques de 1960 avec la sélection indienne. Il est finaliste de la Coupe d'Asie des nations 1964 avec l'Inde.
Il est ensuite pendant de nombreuses années le sélectionneur de l'équipe d'Inde.